# Bartolomé Márquez López
Bartolomé "Tintín" Márquez López (Barcelona, 7 januari 1962) is een Spaans voetbalcoach en voormalig profvoetballer.

## Spelerscarrière
Márquez López begon zijn carrière bij FC Martinenc. In 1980 vertrok hij naar RCD Espanyol, maar daar werd hij de eerste twee seizoenen uitgeleend (aan UE Sant Andreu en aan CE Sabadell). Van 1982 tot 1988 speelde hij zes seizoenen voor Espanyol.

## Trainerscarrière
De trainerscarrière van Márquez López begon in 1997 bij CE Europa. In zijn debuutjaar won hij meteen de Copa Catalunya (3-1 winst in de finale tegen FC Barcelona). Nadien werd hij jeugdtrainer bij RCD Espanyol. Hij werkte zich op tot assistent van het eerste elftal. Daar werkte hij onder de hoofdtrainers Miguel Ángel Lotina (2004-2006) en Ernesto Valverde (2006-2008).
Vanaf 2012 was hij hoofdtrainer van de Belgische tweedeklasser KAS Eupen. Op 31 maart 2015 werd zijn contract er ontbonden wegens "interne redenen".
In de zomer van 2017 was hij de eerste trainer-coach die werd ontslagen in de hoogste Belgische afdeling. Al na twee speelronden zette Sint-Truidense VV hem op straat. De Spanjaard was in juni gekomen als opvolger van Ivan Leko, die overstapte naar Club Brugge.
In 2018 vertrok hij naar Qatar om hoofdcoach te worden van Al-Wakrah SC. In december 2023 volgde hij Carlos Queiroz op als bondscoach van Qatar.  In december 2024 werd hij ontslagen en opgevolgd door Luis Garcia. 